# ماتياس مانسيلا
ماتياس مانسيلا (بالإسبانية: Matías Mansilla)‏ هو لاعب كرة قدم أرجنتيني في مركز الوسط، ولد في 1996 في مدينة جنرال روكا، ريو نيغرو في الأرجنتين. لعب مع روزاريو سنترال وكيلمس.

## وصلات خارجية
- ماتياس مانسيلا على موقع قاعدة بيانات كرة القدم.إي يو (الإنجليزية)
- ماتياس مانسيلا على موقع Soccerway.com (الإنجليزية)